# 杨仲昌
楊仲昌（?—?），一作仲宣，字蔓，唐虢州閺鄉人，楊元琰之子，东汉太尉杨震二十代孙。
早年因精通五經而擔任修文生，不甚顯著。唐玄宗時狀元，授蒲州法曹参军。歷官监察御史、禮部員外郎。被貶为孝义令。太守萧恕看重他，遷徙至下邽。终官吏部郎中。著有《楊仲昌集》十五卷。
有兄楊仲嗣，官至密州刺史。